# Салех, Али Абдалла
Али́ Абдалла́ Са́лех (араб. علي عبد الله صالح‎; 21 марта 1947 — 4 декабря 2017) — йеменский государственный и военный деятель; Президент Северного Йемена (1978—1990), а после объединения Йеменской Арабской Республики (Северного Йемена) и Народной Демократической Республики Йемен (Южного Йемена) — председатель Президентского Совета единого Йемена (1990—1994) и позднее президент Йемена (1994—2012).

## Биография

### Ранние годы
Али Абдалла Салех родился 21 марта 1947 года в селе Бейт аль-Ахмар провинции Сана Йеменского Муттаваккилийского королевства. Выходец из племени санхан, входящего в племенную конфедерацию мусульман-зейдитов — Хашид. Тогда Йеменом правили мусульмане-зейдиты (умеренные шииты), избавившиеся от османского владычества в 1918 году. Понятие «Южный Йемен» появилось в 1967 году, когда британские колонии, объединённые под названием Федерация Южной Аравии, получили независимость в рамках единой страны.

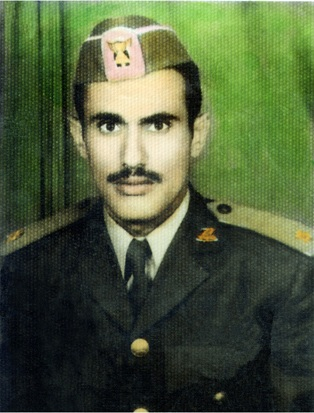
Али Абдулла Салех в форме армии имамата.

### Военная карьера
Военную карьеру Салех начал подростком в 1958 году. В 1960 году окончил курсы при училище бронетанковых войск.
После свержения монархии в 1962 году и провозглашения Йеменской Арабской Республики Салех перешёл на сторону республиканцев и в 1963 году был возведён в чин лейтенанта 2-го ранга. Свергнутый йеменский король и его сторонники, бежавшие на север страны, развязали гражданскую войну, длившуюся восемь лет. В декабре 1967 года роялисты осадили столицу Йемена Сану. Салех был одним из героев 70-дневной осады города, закончившейся победой республиканцев.
В 1975—1978 годах Али Абдалла Салех являлся командующим Таизским военным округом. В мае 1978 года он руководил подавлением мятежа бывшего члена Совета командования А. Абдель Алима, который при поддержке парашютистов и бойцов бригады «Амалика» захватил город Турба на границе с НДРЙ и объявил о несогласии с политикой центральной власти.

### Президент Северного Йемена

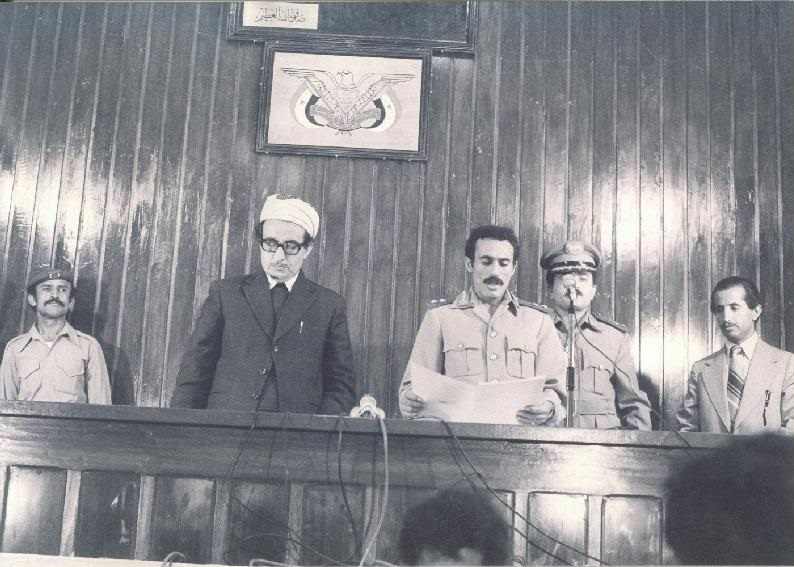
Али Абдулла Салех (в центре) в 1978 году

После того как 24 июня 1978 года президент Ахмад Хуссейн Гашими был убит при взрыве бомбы в атташе-кейсе посланника президента НДРЙ, Али Абдалла Салех стал членом Временного президентского совета, начальником генштаба и заместителем главнокомандующего вооружёнными силами. 17 июля на чрезвычайном заседании УНС подавляющим большинством голосов он был избран президентом ЙАР (Северного Йемена) и главнокомандующим вооружёнными силами страны.
15 октября группа оппозиционно настроенных офицеров — членов нелегальной организации «Фронт народных сил 13 июня», созданного после убийства президента аль-Хамди, предприняла попытку переворота, но мятеж был подавлен. После непродолжительного следствия и суда 9 офицеров были казнены; через несколько дней суд вынес смертные приговоры ещё 13 гражданским лицам.

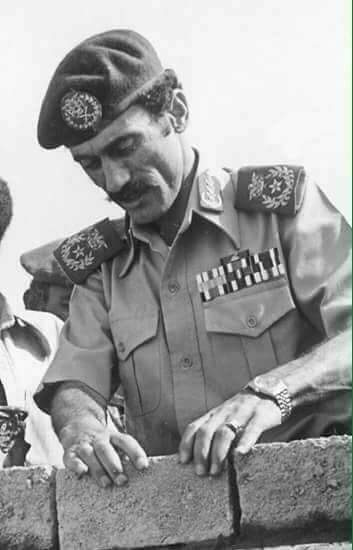
Салех закладывает церемониальный кирпич

В феврале 1979 года напряжённость между Северным и Южным Йеменом переросла в вооружённый конфликт. Северойеменские силы перешли границу и атаковали несколько деревень в Южном Йемене, но южнойеменские войска при советской, кубинской и восточногерманской поддержке отразили наступление и ответно вторглись на север. При посредничестве ЛАГ в марте в Кувейте между двумя Йеменами была достигнута договорённость о прекращении огня, отводе войск и открытии границ.
17 сентября того же года на основе коллективного решения всех руководителей и персонала Вооружённых сил в знак признательности за его усилия по созданию и развитию Вооружённых Сил и безопасности на современных базах Салех получил высшее в стране воинское звание полковника, а 30 августа 1982 года стал генеральным секретарём партии Всеобщий народный конгресс.
В январе 1980 года состоялась серия встреч президента с руководством НДФ. В августе Салеху удалось добиться с руководством НДФ соглашения о прекращении военных действий, но вскоре бои возобновились, причём на стороне правительственных войск выступили отряды «Исламского фронта». К лету 1982 года северойеменские войска совместно с отрядами «Исламского фронта» нанесли серьёзное поражение НДФ. Под давлением превосходящих сил правительственных войск и «Исламского фронта» отряды НДФ отошли в Южный Йемен. Партизанская война, которую вёл НДФ в 1978—1982 годы, тем самым закончилась его поражением.
Али Абдалла Салех дважды посетил Советский Союз — в октябре 1981 и 1984 годов и в ходе последнего визита был подписан Договор о дружбе и сотрудничестве между СССР и ЙАР. Помимо этого, присутствовал на похоронах Л. И. Брежнева в 1982 году.
22 мая 1983 года был переизбран президентом страны. 17 июля 1988 года Законодательный совет ЙАР переизбрал его на очередной президентский срок.

### Во главе единого Йемена

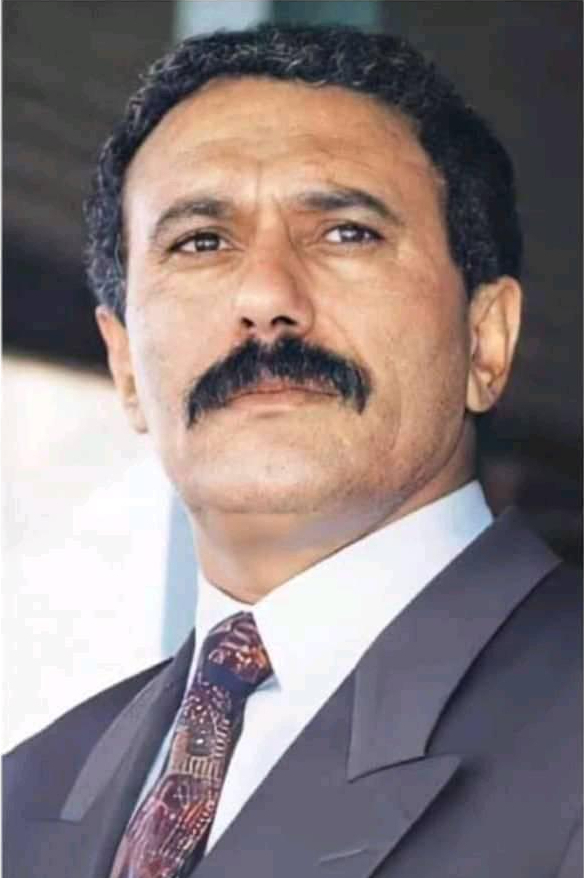
Салех в 1988 году

В июне 1989 года между Северным и Южным Йеменом начались переговоры об объединении и в конце ноября следующего года было подписано соглашение об объединении ЙАР и НДРЙ в единое государство в течение года на основе проекта конституции 1981 года. 20 мая 1990 года Совет Шуры единогласно предоставил Салеху звание генерала в знак признательности за его огромные усилия в деле объединения нации, а 22 мая он поднял флаг Йеменской Республики в Адене, что ознаменовало собой объединение Йемена. Али Абдалла Салех стал председателем Президентского Совета нового государства, а премьер-министром — председатель Президиума Верховного Народного Совета НДРЙ Хайдар Абу Бакр аль-Аттас.
В октябре 1994 года, после окончания гражданской войны, парламент страны избрал Салеха президентом Йемена. По окончании пятилетнего срока, в октябре 1999 года, он был вновь избран на этот пост на первых в Йемене всенародных выборах. В 2006 году, через семь лет (из-за конституционных поправок), Салех был переизбран на следующий срок. Однако восстание и покушение, произошедшие в 2011 году, вынудили его досрочно отказаться от власти.
Несколько раз посетил Россию (2002, 2004, 2009).

#### Гражданская война и пограничные конфликты
В 1994 году в стране разразилась гражданская война. 21 мая лидеры южан объявили об отделении и провозгласили Демократическую Республику Йемен. В тот же день Али Абдалла Салех ввёл чрезвычайное положение в стране, приказав продолжить наступление на Аден. К июлю правительственные войска восстановили контроль над югом. 24 декабря 1997 года он был повышен парламентом до звания маршала.

16 декабря 1995 года вспыхнули йеменско-эритрейские вооружённые столкновения вокруг группы островов Ханиш, в результате которых йеменские силы потерпели поражение. Под контроль эритрейских войск перешёл самый крупный из островов — Ханиш Кебир, а в августе следующего года соседний остров Ханиш Сахир. Оба государства решили обратиться в международный арбитражный суд в Гааге, который в 1998 году вынес решение, признав принадлежность островов Йемену.

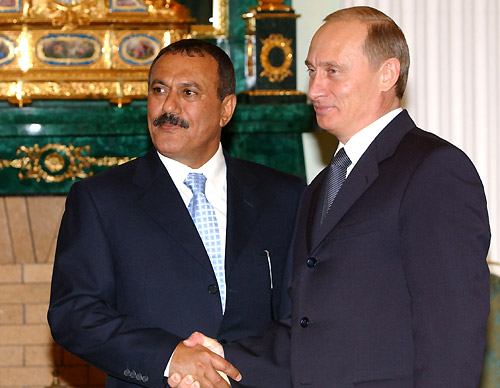
Али Абдулла Салех и Владимир Путин, 2004 год

#### Арабская весна
«Править Йеменом всё равно, что танцевать на голове змеи».
«Править Йеменом трудно. Я всегда говорю, это как танцы со змеями».

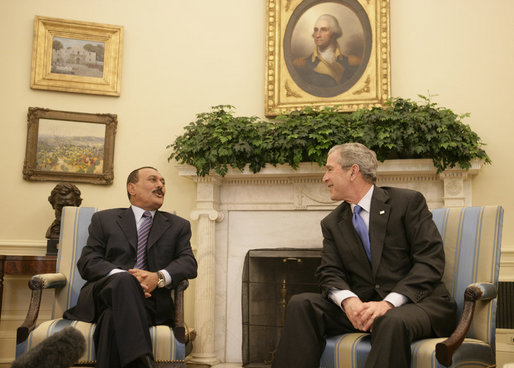
Али Абдулла Салех и президент США Джордж Буш, 2007 год

Зимой 2010—2011 гг. в странах арабского мира началась волна демонстраций и протестов, вызванные разными причинами, но направленные главным образом против правящих властей. Арабская весна наложилась в Йемене на войну с Аль-Каидой, мятеж радикальных шиитов и обострившийся сепаратизм на юге (англ. South Yemen insurgency). В январе 2011 года в Йемене прошли первые выступления, на которых появились требования отставки президента страны. 2 февраля Али Абдалла Салех объявил, что не будет переизбираться на очередной срок. Однако на следующий день более 20 тыс. демонстрантов провели «День гнева», потребовав отставки президента. В последующие дни массовые акции протеста с требованием отставки президента не прекращались, происходили столкновения демонстрантов со сторонниками власти и полицией. 21 февраля Али Абдалла Салех объявил, что не уйдёт под давлением оппозиции: «Я уйду только в одном случае: если потерплю поражение на выборах».
18 марта Салех ввёл в стране чрезвычайное положение, а спустя два дня отправил правительство в отставку. 22 марта он выразил готовность уйти в отставку до конца 2011 года. В апреле при участии Совета сотрудничества арабских государств Персидского залива (ССАГПЗ)  был разработан план урегулирования, который подразумевал отставку Али Абдуллы Салеха с предоставлением ему и его семье гарантий безопасности, а также передачу власти вице-президенту Абд Раббо Мансуру аль-Хади. Вначале йеменский лидер отвергал данный план, но 11 апреля он согласился с этим планом, но 22 мая он вновь отказался принять план мирного урегулирования.
23 мая отряд полицейского спецназа при поддержке бойцов национальной гвардии попытался арестовать лидера зейдитского племени хашид Садыка аль-Ахмара, но возле дома аль-Ахмара по ним открыли огонь, вынудив полицейских отступить. Сторонники аль-Ахмара вскоре развернули бои с правительственными силами в столице страны. Под их контроль перешли несколько правительственных учреждений, в том числе здания министерства промышленности и государственного информационного агентства. В ходе пятидневных боёв Сана оказалась разделена на несколько частей: Али Абдалла Салех контролировал южную часть города, силы аль-Ахмара — западную, а север столицы оказался под контролем сводного брата президента бригадного генерала Али Мохсена аль-Ахмара, который поддержал оппозицию ещё в марте. 27 мая Садык аль-Ахмар объявил о перемирии с президентом. Уже 31 мая бои в столице между сторонниками Салеха и аль-Ахмара возобновились с новой силой.
3 июня в результате обстрела мечети на территории президентской резиденции были ранены сам Эмад Салех, а также сопровождавшие его премьер-министр и спикер парламента, при этом погибли семеро охранников. На следующий день президент прибыл на лечение в Саудовскую Аравию. По сообщению американских СМИ, Салех серьёзно пострадал при взрыве: 40 % кожи затронуто ожогами, также у него обнаружили внутричерепное кровоизлияние. После трёхмесячного лечения Салех 23 сентября вернулся в Йемен, где с новой силой вспыхнули акции протеста. 23 ноября в Эр-Рияде, в присутствии короля Саудовской Аравии, Али Абдалла Салех подписал разработанный Советом сотрудничества арабских государств Персидского залива (ССАГПЗ) договор по передаче власти в стране, оставаясь в течение трёх месяцев почётным президентом.
21 января 2012 года парламент Йемена принял закон, предоставляющий Салеху абсолютный политический и юридический иммунитет от судебного преследования. В последовавшем телевизионном выступлении Салех выступил с прощальной речью, попросив «прощения за любые нарушения, которые имели место во время моего пребывания в должности.»

### Деятельность после отставки
Выходец с юга Абд-Раббо Мансур Хади оказался слабым президентом и клубок племенных противоречий распутать не смог. Салех решил вернуть власть и договорился о союзе с шиитской группировкой хуситов, с которыми совсем недавно воевал. Президент Хади добивался кредитного транша от МВФ, однако тот поставил жесткое условие: отказаться от сверхльготных цен на бензин, субсидируемых государством (в 2013 году на субсидии ушло 20 % всех бюджетных расходов). Эти субсидии служили хорошим источником наживы для близких Салеху людей: они покупали топливо и втридорога продавали его за границу. Хади дал согласие.
Получив в руки такой мощный козырь, хуситы двинулись на столицу Сану, и заняли её 21 сентября 2014 года. Хади бежал сначала в южный город Аден, а затем в Саудовскую Аравию. Весь север страны оказался под контролем хуситов и Салеха. Хуситы могли бы взять под контроль всю страну, но в ситуацию вмешался Эр-Рияд. Он не мог допустить к власти в Йемене шиитов, так как они, по мнению саудитов, контролировались Ираном. 26 февраля 2015 года по просьбе беглого Хади в Йемен началось военное вторжение ряда арабских государств во главе с Саудовской Аравией.
21 августа 2016 года в интервью ВГТРК и телеканалу Yemen Today Али Абдалла Салех заявил, что России в Йемене открыта вся инфраструктура. Он рассказал о возможном восстановлении в действии старых соглашений между Йеменом и СССР, а также предложил России «всю необходимую инфраструктуру» йеменских баз, портов и аэродромов. Россия вмешиваться в конфликт не стала.

### Гибель
Затянувшийся конфликт, где ни одна из сторон не могла одержать победу, не имел видимого разрешения, и опытный диктатор Салех решил изменить ситуацию, помирившись с саудитами. 29 ноября 2017 года между сторонниками Салеха и хуситами вспыхнул конфликт вокруг мечети, носящей имя Салеха. 2 декабря 2017 года в телевизионном обращении он заявил: «Йеменские граждане пытались вытерпеть безрассудство хуситов в течение двух с половиной лет, но я уже не могу. Я призываю братьев в соседних странах прекратить агрессию, снять блокаду. Давайте перевернем эту страницу». Сразу после этого лояльные ему армейские части дали хуситам бой.
Бывшие союзники назвали это предательством. 4 декабря 2017 года машину Салеха, выехавшую из Саны, подорвали из гранатомета, и он был убит хуситским снайпером выстрелом в голову в ходе перестрелки после безуспешной попытки ареста силами МВД «Ансар Аллах». Тело бывшего президента пронесли по улицам на одеяле. Также был убит генеральный секретарь партии ВНК Ариф Аль-Зука, а сын экс-президента по некоторым данным был взят под арест. Новости сообщали, что Салех был убит при попытке скрыться со своего участка на машине; однако его однопартийцы опровергали это, заявляя, что он был казнён у себя дома. Похоронен в ночь с 5 на 6 декабря 2017 года в Сане.

## Семья
В 1970 году у Али Абдаллы Салеха родился старший сын — Ахмед. Он обучался в США и в британской военной академии в Сандхёрсте. В 2000 году Ахмед был назначен главой Республиканской гвардии. После Ахмед был послом Йемена в ОАЭ. В 2019 году Республиканскую гвардию возглавлял другой сын — Тарик Салех.
Единоутробный брат Салеха от второго брака матери — бригадный генерал Али Мохсен Салех аль-Ахмар возглавлял Республиканскую гвардию, пока не был заменён своим племянником. Во время арабской весны, являясь командующим войсками северного военного округа и 1-й бронетанковой дивизией (одной из самых боеспособных частей йеменской армии), он перешёл на сторону оппозиции. Другой единоутробный брат — генерал Мухаммад Салех аль-Ахмар являлся командующим военно-воздушными силами страны.
Племянник, генерал Тарик Мухаммад Абдулла Салех, возглавлял Президентскую гвардию.

## СМИ
В Йемене вещает телеканал «Yemen Today», лояльный экс-президенту Салеху. Однако его вещание 15 мая 2015 года со спутника Нилсат было приостановлено. Поэтому руководство телеканала ищет другой путь трансляции.

## Награды
- Орден «Хосе Марти» (13 сентября 2000, Куба)[47].
- Лауреат международной премии Андрея Первозванного «Диалог цивилизаций» за 2004 год — за заслуги в укреплении дружбы и сотрудничества между народами России и Йемена, а также за вклад в международные антитеррористические усилия[48].